# 邁阿密都會區
邁阿密都會區（英語：Miami metropolitan area），常被称为大邁阿密（英語：Greater Miami）、南佛罗里达（英語：South Florida）或三县地区（英語：Tri-County Area），是美国佛罗里达州东南部沿海的都市圈，正式名称为迈阿密-劳德代尔堡-西棕榈滩大都会统计区（英語：Miami–Fort Lauderdale–West Palm Beach Metropolitan Statistical Area）。作为美国第六大都会统计区、美国南部地区第五大都会区以及佛罗里达州最大的都市圈，该区域由迈阿密-戴德县、布劳沃德县和棕榈滩县组成。迈阿密都会区亦常被称为黄金海岸（英語：Gold Coast），与佛罗里达州其他沿海地区的命名方式一致（太空海岸、宝藏海岸等）。这一名称源于该地区早期的快速发展，象征着富裕和奢华的热带生活方式，成为佛罗里达州最知名的地域代称之一。
根据2023年数据，该地区人口达645万，超过全美31个州的人口规模。其中迈阿密-戴德县2020年人口为270万，位列美国人口第七大县。都会区陆地面积为1,279.2平方英里（约3,313平方公里），是全球人口最密集的城市群之一。作为区域金融与文化中心，迈阿密是该都会区核心城市，迈阿密早在2000年人口密度就已突破每平方英里1万人（约3,800人/平方公里），使该都市区在2010年人口普查中成为全美第四大都市化区域。其他主要城市包括劳德代尔堡、西棕榈滩、博卡拉顿、迈阿密海滩等十余个行政区。
整个都会区属于更大的南佛罗里达地域范围，该地域还涵盖大沼泽地国家公园和佛罗里达礁岛群。地理特征方面，南佛罗里达都市带被限制在大西洋与大沼泽地之间的狭长地带，南北延伸约100英里（160公里），东西最宽处仅20英里（32公里），部分区域宽度甚至不足5英里（8公里）。这使得迈阿密都会区成为美国纵向跨度第二长的都市化区域，仅次于纽约都会区。
高等教育资源方面，该地区汇聚了佛罗里达大西洋大学、佛罗里达国际大学、诺瓦东南大学和迈阿密大学等知名学府，此外还有布劳沃德学院、棕榈滩州立学院、迈阿密戴德学院等三所社区学院，形成了完善的高等教育体系。这些院校不仅服务于本地社区，也吸引着全美乃至全球的学生。

## 统计定义

### 大都会统计区
迈阿密都会区在美国行政管理和预算局（OMB）的官方定义中被称为迈阿密-劳德代尔堡-西棕榈滩大都会统计区（MSA），2020年人口为6,138,333人。该统计区是美国东南部人口第二多的都会区，总面积达6,137平方英里（约15,890平方公里），由三个“大都会分区”组成：
- 迈阿密-迈阿密海滩-肯德尔大都会分区，与迈阿密-戴德县范围一致（2020年人口2,701,767人）[11]；
- 劳德代尔堡-庞帕诺比奇-森赖斯大都会分区，对应布劳沃德县（2020年人口1,944,375人）[11]；
- 西棕榈滩-博卡拉顿-德尔雷比奇大都会分区，等同于棕榈滩县（2020年人口1,492,191人）[11]。

最初，行政管理和预算局定义的迈阿密大都会统计区仅包含戴德县（现迈阿密-戴德县）。到1995年，迈阿密-海厄利亚和劳德代尔堡-好莱坞-庞帕诺比奇两个大都会统计区合并为迈阿密-劳德代尔堡联合统计区，包括迈阿密主要统计区（戴德县）和劳德代尔堡主要统计区（布劳沃德县）。2003年，西棕榈滩-博卡拉顿-博因顿比奇统计区并入，形成迈阿密-劳德代尔堡-迈阿密海滩大都会统计区，包含布劳沃德县、迈阿密-戴德县和棕榈滩县三个分区。

### 联合统计区
美国人口普查局还根据通勤模式定义了更广泛的商业区域——迈阿密-圣露西港-劳德代尔堡联合统计区（CSA），2020年人口为6,887,655人。截至2023年，该联合统计区包含以下组成部分：
- 迈阿密-劳德代尔堡-西棕榈滩大都会统计区（2020年人口6,138,333人）[14][11]；
- 圣露西港大都会统计区（2020年人口486,660人），包括马丁县和圣露西县[14]；
- 塞巴斯蒂安-维罗海滩-西维罗走廊大都会统计区，与印第安河县范围一致（2020年人口159,788人）[14]；
- 基韦斯特-拉戈岛小都会统计区（μSA），等同于门罗县（2020年人口82,874人）[14]；
- 奥基乔比小都会统计区，与奥基乔比县范围一致[14]。

该联合统计区的组成曾多次调整：2013年初设时包含奥基乔比小都会统计区，但不包括基韦斯特小都会统计区；2018年移除奥基乔比并加入基韦斯特；2023年奥基乔比再次被纳入。

## 历史

### 殖民地和塞米诺尔战争
在欧洲人到来之前，德贵斯塔部落已在迈阿密地区生活了约2000年。公元前500至600年左右，迈阿密河河口就有一个数百人规模的村落。“迈阿密”这一名称源自迈阿密河，而河名则来自德贵斯塔语，意为大水。直到16世纪西班牙人宣称拥有该地区前，德贵斯塔人一直是这片土地的主人。
1566年，西班牙探险家佩德罗·梅嫩德斯·德·阿维莱斯及其部下造访了德贵斯塔人的定居点。次年，西班牙殖民者在迈阿密河口建立了传教站，并于1743年修筑了要塞。此后，西班牙移民与其他地区的居民陆续在迈阿密河及比斯坎湾沿岸建立家园和农场。与此同时，来自巴哈马的居民为寻找在佛罗里达珊瑚礁失事船只的财宝而进入南佛罗里达及群岛地区，部分人接受了西班牙人赠予的迈阿密河沿岸土地。18世纪末至19世纪初，塞米诺尔印第安人和逃亡奴隶群体陆续迁入该地区。然而，由于战争、奴役以及来自欧洲的疾病传播，原住民人口在18世纪急剧减少。
1821年，美国从西班牙手中购得佛罗里达，标志着该地区进入新的历史阶段。当时的佛罗里达只有两个县，整个佛罗里达半岛均属圣约翰斯县。1830年代，商人理查德·菲茨帕特里克（Richard Fitzpatrick）从巴哈马人手中购得迈阿密河沿岸土地，经营起种植甘蔗、香蕉、玉米和热带水果的庄园。河岸北侧的庄园内还设有军事据点达拉斯堡，该地区在第二次塞米诺尔战争（1835年—1842年）期间成为战区，这场美国历史上破坏性最强的印第安战争导致迈阿密地区人口几近灭绝。
1836年2月4日，美国根据领土法案设立戴德县，以在第二次塞米诺尔战争中阵亡的弗朗西斯·L·戴德少校命名。1838年3月，为了镇压南佛罗里达的塞米诺尔人，美军在新河附近修建了一座军事要塞，后被命名为劳德代尔堡。此后数十年间，戴德县县治所先后设在印第安礁、基韦斯特、布里克尔角、佛罗里达角、达拉斯堡、迈阿密、朱诺等地，最终在1899年回到迈阿密。
第二次塞米诺尔战争结束后，菲茨帕特里克的侄子威廉·英格利希（William English）于1842年重建庄园，并在迈阿密河南岸规划迈阿密村，出售部分土地。1855年至1858年的第三次塞米诺尔战争虽未造成前次战争的毁灭性打击，但仍阻碍了东南佛罗里达的殖民拓荒进程。战争结束后，部分士兵选择留下定居，而一些塞米诺尔人则退居至大沼泽地。直到1890年代，迈阿密地区仅有零星家庭定居，这片后来繁荣的都会区仍处于开发的萌芽阶段。

### 铁路来到迈阿密
1891年，来自俄亥俄州克利夫兰的朱莉娅·斯特图尔特·塔特尔在丈夫去世后迁居南佛罗里达，购入了迈阿密河北岸640英亩土地（今迈阿密市中心区域），开始经营柑橘种植业。与此同时，布里克尔家族在南岸拥有大片土地（今布里克尔区域），这两片地产为迈阿密的诞生奠定了基础。1894年12月至翌年2月，两场寒潮摧毁了北佛罗里达的柑橘作物，导致数千果园主破产，而迈阿密地区成为全州唯一未受霜冻影响的区域，塔特尔借机向铁路大亨亨利·弗拉格勒寄送了当地盛开的橙花作为证明。
弗拉格勒派遣助手詹姆斯·英格拉哈姆（James Ingraham）实地考察后，于1895年4月22日与塔特尔达成历史性协议：塔特尔无偿赠予弗拉格勒100英亩土地，换取其将佛罗里达东海岸铁路延伸至迈阿密，并负责城市规划与酒店建设。同期，布里克尔夫妇也以类似条件出让了南岸土地。尽管铁路延伸计划直到同年6月21日才正式公布，但传闻已刺激比斯坎湾地区出现地产投机热潮。随着铁路动工，移民开始涌入这片号称“防冻”的土地。1895年人口普查显示戴德县共有3,322名居民，其中多数居住在北部。
1896年4月13日，首列火车驶入迈阿密，同年7月28日迈阿密正式建市。弗拉格勒于次年开设的皇家棕榈酒店成为城市地标，吸引更多移民迁入。至1896年底，市区已涌现50家商业机构，其中包括后来持续发行至1980年代的《迈阿密大都会报》（The Miami Metropolis）。这些开发活动使原本荒芜的河岸地带在短短数年内蜕变为初具规模的城镇，为20世纪迈阿密都会区的掀开了序幕。

### 城市化发展及挑战
20世纪初期，佛罗里达州政府开始实施大沼泽地排水工程，旨在增加可用土地面积。大量土地投机者从州政府手中购得数百万英亩土地。此时的迈阿密河注入比斯坎湾的河口区域，已成为现今迈阿密中央商务区的核心地带。非裔居民构成了当时城市建设的主要劳动力，但土地契约中的限制性条款将他们限制在迈阿密西北部的“有色人种镇”（今迈阿密上城）。其他重要居民区包括柠檬城（今小海地）、椰林，以及市界外的比斯坎（今迈阿密肖尔斯）和卡特勒（今帕尔梅托湾）。许多拓荒者是被联邦政府“160英亩免费土地”政策吸引而来的自耕农。1910年迈阿密人口已达5,471人，并在二战前持续快速增长。
1909年，佛罗里达州议会决定从当时的戴德县北部划分出一个新的行政区域，正式成立棕榈滩县。1915年，棕榈滩县和戴德县各贡献了几乎相等的土地，组成了独立的布劳沃德县，县治设在劳德代尔堡。随后，劳德代尔堡、庞帕诺比奇和哈伦代尔相继建造了连接大陆和海滩的桥梁，使得旅游业逐渐成为当地经济的重要组成部分。
1913年约翰·柯林斯建成连接迈阿密和迈阿密海滩的木桥后，迈阿密海滩开始发展。布里克尔大道因众多富豪居住的度假别墅而被称为"百万富翁街"，建于1914年至1916年的维斯盖亚庄园采用意大利文艺复兴风格，建造期间雇用了迈阿密十分之一的劳动力，被公认为镀金时代最重要的文化遗产之一。到“咆哮的二十年代”，城市人口激增至3万，1925年科勒尔盖布尔斯、迈阿密肖尔斯、柠檬城和椰林相继并入市区。虽然人口突破3万，但城市仍保留着村镇时期的诸多特征。
1926年，佛罗里达房地产泡沫破裂后，同年9月的强烈飓风吹袭迈阿密。戴德县确认113人死亡，854人住院治疗，仅迈阿密就有2000栋房屋被毁、3000栋受损，布劳沃德县49人死亡、1,500人受伤。严重的破坏不仅终结了佛罗里达的房地产泡沫，也使南佛罗里达甚至在1929年股市崩盘之前就已经陷入经济衰退，许多投资者破产，游客数量锐减。1927年，海岸航空线铁路的迈阿密延伸线建成通车，由西棕榈滩经迈阿密延伸至霍姆斯特德，打破了佛罗里达东海岸铁路的垄断，成为第二个将南佛罗里达连接全国铁路网的公司。
1930年代中期，随着迈阿密旅游业的复苏，需要更快速和经济的方式建造酒店，这一时期迈阿密海滩的建筑速度远超美国其他城市，新建的酒店和公寓采用了当时最流行的装饰艺术风格，为迈阿密海滩塑造了独特的城市风貌，成为了如今的迈阿密装饰艺术区。1937年10月至1938年3月的六个月内，迈阿密接待了79.6万外州游客。到1940年，迈阿密已成为仅次于纽约和洛杉矶的全国第三大移民入境港口。这一时期的基础设施建设和旅游业发展为二战后的都会区扩张奠定了重要基础。

### 二战期间的角色和贡献
在第二次世界大战期间，南佛罗里达凭借其平坦的地形、宽阔的水域以及温和的气候，陆军和海军在此建立了多个大型训练基地，使当地成为战争时期的重要军事中心。
原泛美机场（今邁亞密國際機場）被改建为迈阿密陆军航空场和迈阿密航空站总部的所在地。陆军航空运输司令部在此建立基地，负责向南半球运送人员和物资，并向北非战场的英军提供弹药。西棕榈滩的莫里森机场因地理位置优越，成为美国陆军航空队和美国空军准备诺曼底登陆行动的重要基地，该机场后来发展成为今日的棕榈滩国际机场。在布劳沃德县，劳德代尔堡海军航空站在默尔·福格机场（Merle Fogg Field）建立，这里的优越地理位置和气候条件使其成为海军复仇者式舰载轰炸机飞行员的主要训练基地。
迈阿密海滩成为美国陆军航空兵团的重要训练中心，数百家酒店和公寓被改造成军营，这些建筑后来构成了如今的装饰艺术区。这些设施被用作技术培训的场所，同时士兵们也在城市的高尔夫球场和其他区域接受训练。位于训练基地以南几个街区的海湾公园成为海军人员的休闲娱乐场所，其中不仅包括美国士兵，还有来自战时盟友中国和苏联的军人在此接受训练。当时的迈阿密港位于今天的莫里斯·费雷公园所在地，是海军和潜艇追击训练学校的驻地。在戴德县南部，联邦政府建立了里士满海军航空站，用于驻扎在墨西哥湾和大西洋巡逻的巨型飞艇。该基地的三座机库是当时世界上最大的航空器维修设施。迈阿密河沿岸的造船厂昼夜不停地建造军用船只，并将民用船只改装为军用。迈阿密造船公司建造了大量PT鱼雷快艇，这些快艇后来被用于营救被击落的飞行员。布劳沃德县部分酒店被秘密改造成雷达和测距设备培训中心。
民间对战争的支持同样令人瞩目。珍珠港事件次日，迈阿密大量平民涌入征兵站报名参军。与此同时，迈阿密都会区的女性首次大规模进入职场。战争期间，当地居民购买了超过3亿美元的战争债券，人均约1000美元。

### 战后旅游业与经济发展
二战结束后，南佛罗里达经历了显著的人口增长与经济转型。战争期间超过50万名士兵和5万名军官曾在南佛罗里达接受训练，其中许多人战后选择在此定居，推动都会区人口在1950年增至近50万。同一时期，空调技术的普及极大地改善了该地区的居住和工作环境，使更多人愿意在此定居。政府也积极进行基础设施建设，修建公路、学校等，推动了郊区城市化进程，使越来越多的家庭能够在此安居乐业。作为传统的旅游和退休养老胜地，迈阿密在战后逐渐形成了更加多元化的经济结构。航空运输业在这一时期获得显著发展，成为当地经济的重要支柱。到1980年，迈阿密都会统计区人口已激增至160万。
旅游业始终是迈阿密经济的核心组成部分。得益于得天独厚的气候和地理位置，当地旅游业界开始将迈阿密定位为国际度假中心。1940年时，该地区每年接待约200万游客。虽然战争期间旅游业一度萎缩，但战后立即迎来酒店建设热潮，新建项目主要集中在迈阿密海滩及北部沿海社区。迈阿密海滩的酒店数量从1942年的291家增至1955年的382家。游客数量持续攀升，从1960年的550万增至1970年的600万，到1980年达到1260万人次。
二战期间的军事航空活动使当地体会航空运输的重要性。泛美、东方、国民和达美等多家主要航空公司在战前就已在此设立基地。1945年，戴德县港务局成立，负责管理机场和海港设施。同年，政府收购了在西北36街的原泛美机场，改建为民用机场——迈阿密国际机场。地方政府积极推动迈阿密成为国际航空枢纽，特别是通往拉丁美洲的门户。到1970年代初，约65%的游客选择乘飞机抵达迈阿密。
与此同时，许多新城市纷纷成立，而原有的城镇也在迅速扩张。持续增长的游客和常住人口带动了建筑业的繁荣。1940和1950年代，戴德县约10%的劳动力从事建筑业。1940年代都会区人口增长84.9%，1950年代增长88.9%，催生了对新住宅的旺盛需求。1954年，迈阿密以每千人新建住宅量位居全美城市之首，年新建住宅达1.1万套。1960至1980年间，郊区房地产持续开发，迈阿密海滩和中央商务区周边的高层公寓建设热潮，进一步推动了建筑业的蓬勃发展。这些发展共同塑造了战后迈阿密都会区的经济格局。

### 移民浪潮与社会矛盾
1959年古巴革命后由菲德尔·卡斯特罗执政，大量古巴移民涌入迈阿密及南佛罗里达。1965年，自由航班计划实施期间，仅一年就有10万古巴人通过每日两个航班从哈瓦那飞抵迈阿密。这些移民主要聚居在小哈瓦那社区，至1960年代末，戴德县已容纳超过40万古巴难民。移民潮引发了当地非裔美国人的不满，他们认为古巴劳工抢占了他们的工作机会，而教育系统则面临数千名西班牙语学童的就学压力。这批古巴移民中包含大量专业中产阶级人士，到1980年已在当地创办约1.8万家企业，使迈阿密逐渐转型为双语并存的拉丁美洲式都市。
1968年8月，迈阿密的自由城非裔社区爆发骚乱，佛罗里达州国民警卫队被迫介入维持秩序。骚乱根源在于恶劣的居住条件、经济剥削、就业困境、种族歧视、紧张的警民关系，以及与非裔与古巴移民间的经济竞争。1970年代是迈阿密的关键成长期，1972年迈阿密海豚队创下全胜赛季纪录，同年在迈阿密海滩举行的共和、民主两党全国代表大会使城市成为政治焦点，佛罗里达国际大学也于此时成立。1979年，迈阿密自由贸易区（第32号对外贸易区）正式设立，这是一个位于迈阿密国际机场以西的大型指定区域，容纳了近200家从事国际贸易的公司，为进出口公司提供用于储存、加工、制造、组装、展示或再出口国外货物的场所，而无需事先缴纳关税，这一自由贸易区积极推动了迈阿密都会区的国际商业活动。
但与此同时，1970年代中期与古巴相关的恐怖活动频发，数十起爆炸事件使迈阿密一度被称为“爆炸之都”。1980年爆发的麦克达菲骚乱再次凸显种族矛盾，四名白人警察殴打致死非裔保险经纪人亚瑟·麦克达菲的案件判决引发自由城和上城社区的暴力冲突。同年4月至10月，马列尔事件又带来15万古巴移民，与1960年代移民不同，此次多数为贫困阶层。同期海地移民数量增长使迈阿密形成了小海地社区。这波移民潮加剧了迈阿密的社会不稳，导致许多中产阶级的非拉丁裔白人迁离城市，形成所谓的“白人群飞”现象。1980年代，迈阿密成为哥伦比亚、玻利维亚和秘鲁毒品进入美国的主要中转站，这些贩毒集团在当地被统称为“可卡因牛仔”，他们的操控的毒品贸易催生了畸形繁荣。联邦估计每年经南佛罗里达流入的毒品价值至少280亿美元，这些资金通过空壳公司注入当地经济，刺激了奢饰品销售、豪华公寓和夜总会等行业的虚假繁荣。伴随而来的是持续至1990年代初的暴力犯罪浪潮，使迈阿密同时面临着经济转型与社会治理的双重挑战。

### 1990年代的经济发展
1990年代，迈阿密大都会统计区，包括迈阿密-戴德县、布劳沃德县与棕榈滩县，均经历了强劲的人口增长。其中，劳德代尔堡人口增长367,530人，增幅达29.3%；棕榈滩为267,666人，增长31.0%；迈阿密则为316,268人，增长16.3%。在全佛罗里达州的各大统计区域中，这三个县在绝对人口增长位居前列。人口的快速增长主要得益于来自拉丁美洲与加勒比地区的大量国际移民，尤其集中于迈阿密-戴德县。
然而，尽管该区域人口增长迅速，但劳动力市场呈现分化。迈阿密在1990年代的劳动力与就业增长远不及人口扩张的速度，该区劳动力增长仅为5.2%，就业增长8.3%，显著低于佛州中北部如奥兰多（劳动力增长33.0%）与坦帕（劳动力增长23.3%）等地的表现。相比之下，劳德代尔堡和西棕榈滩的就业增长分别达22.4%与25.4%，更为接近其人口扩张的节奏。这种结构性差异反映出迈阿密虽然是移民热点，却未能同步转化为广泛的就业机会，导致1990年代中后期该市部分地区中产阶层流失、低收入家庭增多，使其在2000年时的家庭中位收入水平甚至还低于全美多数大城市。
在基础设施方面，日益增长的人口需求促使区域交通系统迅速发展。1989年1月启用的三县铁路（Tri-Rail）原本是为配合95号州际公路与佛罗里达收费公路施工而设的临时通勤铁路，但不久之后因使用频率远超预期而成为固定服务。1998年，三县铁路营业里程延长至72英里，贯穿迈阿密国际机场、布劳沃德县与棕榈滩北部的芒谷阿园，成为连接三县地区的重要通勤骨干。
1992年飓风安德鲁重创南佛罗里达，造成超过200亿美元损失，约25万人受灾，成为美国史上破坏力最强的五级飓风之一。风灾揭示了当时建筑规范与防灾体系的缺陷，促使佛罗里达州全面修订建筑标准和灾害管理机制，在日后城市建设中强化了抵御自然灾害的能力。

### 千禧年代以来的发展
进入21世纪初，南佛罗里达三县区域继续延续其人口增长趋势。至2010年，迈阿密-劳德代尔堡-西棕榈滩大都会统计区已成为全美第八大都会区，三县合计人口突破五百万。2010至2020年间，该区域人口进一步增长近11%，增幅超过全国平均水平，仍以国际移民为主因，迈阿密-戴德县在这一阶段依然是增长的核心引擎。
伴随人口增长，区域经济同步扩大。2010年至2020年，迈阿密大都会统计区的GDP增长64%。2019年，迈阿密-劳德代尔堡-庞帕诺海滩地区的名义GDP达3775亿美元，居全美384个都会区第12位。2008至2019年期间，涵盖圣卢西港的联合统计区总人口增加逾80万人，增长率达13%；总就业人数增加了超过100万人，增幅为29%，同期佛州整体就业增长为25%；人均收入（以名义美元计算）从44,700美元上升至61,500美元，增长了38%，在全美排名第39位，约为全美平均水平（56,490美元）的109%，增幅也高于佛罗里达州的平均水平，后者同期增长为33%。
经济结构上，虽然佛罗里达整体产业趋向多元化，但迈阿密都会区在2010年代依然高度依赖旅游、房地产与国际贸易。2020年新冠疫情导致旅游业遭遇重挫，但该行业在2021年迅速反弹，并于2022年全面超越疫情前水平。同时，迈阿密成为金融、保险与房地产产业的重要枢纽，并吸引众多专业、科技与技术服务机构入驻。休闲与酒店业、专业与商业服务行业也带动了大量新增就业。当地的工业与物流领域亦呈快速发展，电子商务与全球供应链对南佛罗里达工业地产市场的需求持续攀升，促进了运输、仓储、分销及轻工业相关设施建设。此外，三县区域内的生物科技产业稳步发展，目前拥有超过1500家相关企业。

## 交通

### 機場
- 邁阿密國際機場
- 劳德代尔堡-好莱坞国际机场
- 棕榈滩国际机场

### 公共交通
- 三縣鐵路